# Solsbury Hill (lied)
"Solsbury Hill" is een nummer van de Britse muzikant Peter Gabriel. Het gaat over een spirituele ervaring op de heuvel Solsbury Hill in Somerset (Engeland), en werd op 25 maart 1977 eerst in het Verenigd Koninkrijk en Ierland op single uitgebracht en op 1 april dat jaar volgden het Europese vasteland, de VS, Canada, Zuid-Afrika, Australië, Nieuw-Zeeland, Japan, Zimbabwe, Brazilië, Mexico en Latijns Amerika. Het nummer is afkomstig van zijn debuut studioalbum titelloze eerste elpee uit 1977. In 1988 werd het nummer ook op cd-single uitgebracht.

## Achtergrond
Gabriel schreef dit nummer na zijn vertrek uit de progressive rockband Genesis, waarvan hij sinds het ontstaan van de band de leadzanger van was. Het nummer beschrijft, tussen de regels door, zijn vertrek bij Genesis. Solsbury Hill was zijn debuutsingle. De plaat werd in een aantal landen een hit en behaalde in Gabriels' thuisland het Verenigd Koninkrijk de 13e positie in de UK Singles Chart. In Duitsland werd de 16e positie bereikt, de VS de 68e en Canada de 92e positie.
In Nederland werd de plaat op zaterdag 9 april 1977 door de omroepen KRO, NCRV, VARA en de NOS verkozen tot de 316e Troetelschijf van de week op Hilversum 3 en werd een hit in de destijds twee landelijke hitlijsten op de nationale publieke popzender. De plaat bereikte de 13e positie in de Nationale Hitparade en piekte op de 11e positie in de Nederlandse Top 40. In de op Hemelvaartsdag 27 mei 1976 gestarte Europese hitlijst op Hilversum 3, de TROS Europarade, werd eveneens de 11e positie bereikt.
In België bereikte de plaat de 17e positie in de voorloper van de Vlaamse Ultratop 50, de 14e in de Vlaamse Radio 2 Top 30 en de 28e positie in de Waalse hitlijst. 
De plaat is gebruikt in diverse speelfilms, bijvoorbeeld in de soundtrack van Vanilla Sky uit 2001 en In Good Company uit 2004. Daarnaast is de plaat door verschillende artiesten gecoverd, zoals Dave Matthews, Erasure, Sarah McLachlan en Saga.
Het nummer bestaat voornamelijk uit een 7/4-maatsoort. De laatste twee maten van elk refrein zijn in 4/4.
Sinds de allereerste editie in december 1999 staat de plaat onafgebroken genoteerd in de jaarlijkse NPO Radio 2 Top 2000 van de Nederlandse publieke radiozender NPO Radio 2, met als hoogste notering tot nu toe een 186e positie in 2002.

## NPO Radio 2 Top 2000
| Nummer met noteringen in de NPO Radio 2 Top 2000 | '99 | '00 | '01 | '02 | '03 | '04 | '05 | '06 | '07 | '08 | '09 | '10 | '11 | '12 | '13 | '14 | '15 | '16 | '17 | '18 | '19 | '20 | '21 | '22 | '23 | '24 |
| ------------------------------------------------ | --- | --- | --- | --- | --- | --- | --- | --- | --- | --- | --- | --- | --- | --- | --- | --- | --- | --- | --- | --- | --- | --- | --- | --- | --- | --- |
| Solsbury Hill                                    | 315 | 272 | 343 | 186 | 197 | 200 | 252 | 261 | 369 | 246 | 243 | 230 | 275 | 295 | 258 | 262 | 317 | 289 | 291 | 406 | 395 | 331 | 347 | 341 | 365 | 403 |

1. ↑  Een vetgedrukt getal geeft de hoogste notering aan.